# مايكل بليك
مايكل بليك (بالإنجليزية: Michael Blake)‏‏ (5 يوليو 1945 - 2 مايو 2015 في توسان، أريزونا) كاتب سيناريو، وروائي، وكاتب غير روائي، وكاتب من الولايات المتحدة.

## الجوائز
- جائزة نقابة الكتاب الأمريكية
- جائزة الأوسكار لأفضل كتابة "سيناريو مقتبس"

## روابط خارجية
- مايكل بليك على موقع IMDb (الإنجليزية)
- مايكل بليك على موقع ألو سيني (الفرنسية)
- مايكل بليك على موقع أول موفي (الإنجليزية)
- مايكل بليك على موقع قاعدة بيانات الأفلام السويدية (السويدية)
- مايكل بليك على موقع قاعدة بيانات الفيلم (الإنجليزية)
- مايكل بليك على موقع كينوبويسك (الروسية)